# Liste de motos des années 1950

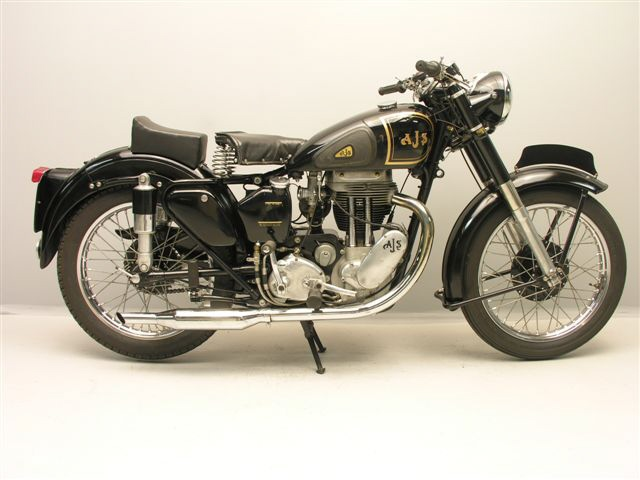
AJS 18S

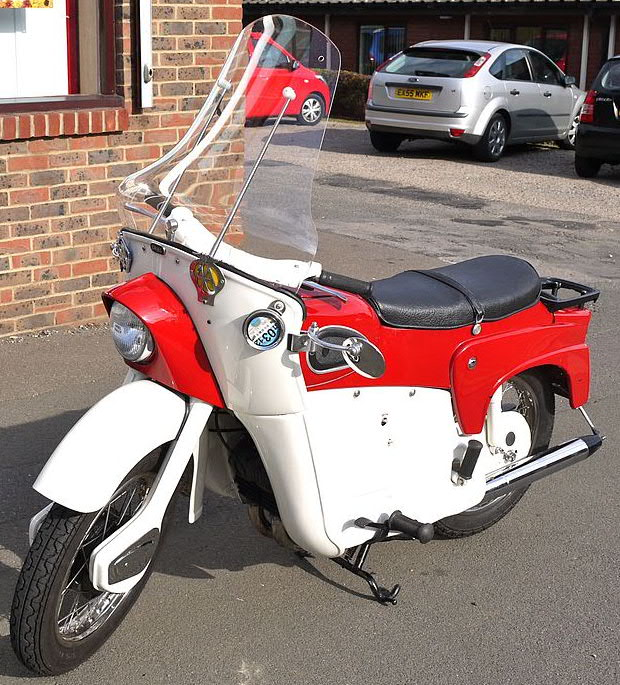
Ariel Leader

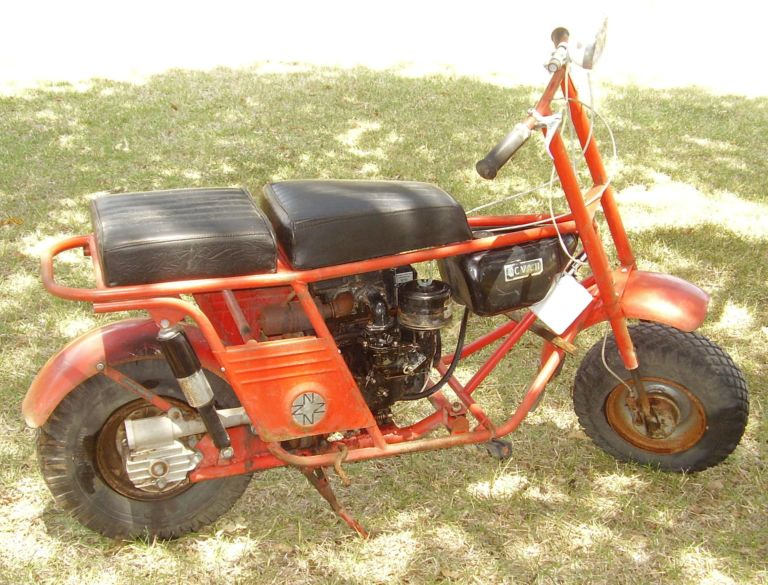
Tote Gote

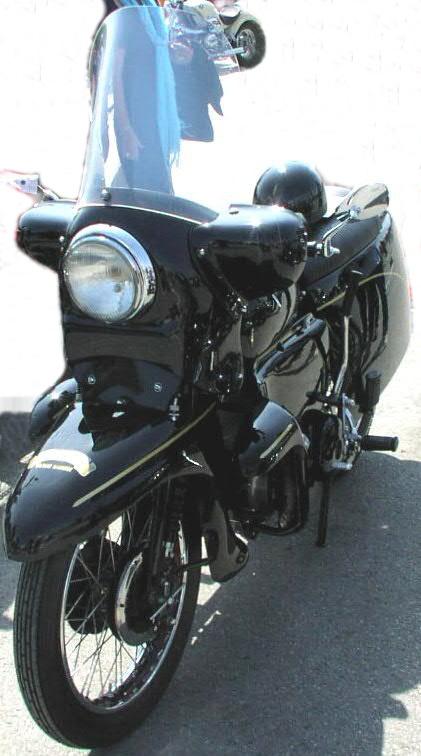
Vincent Black Prince

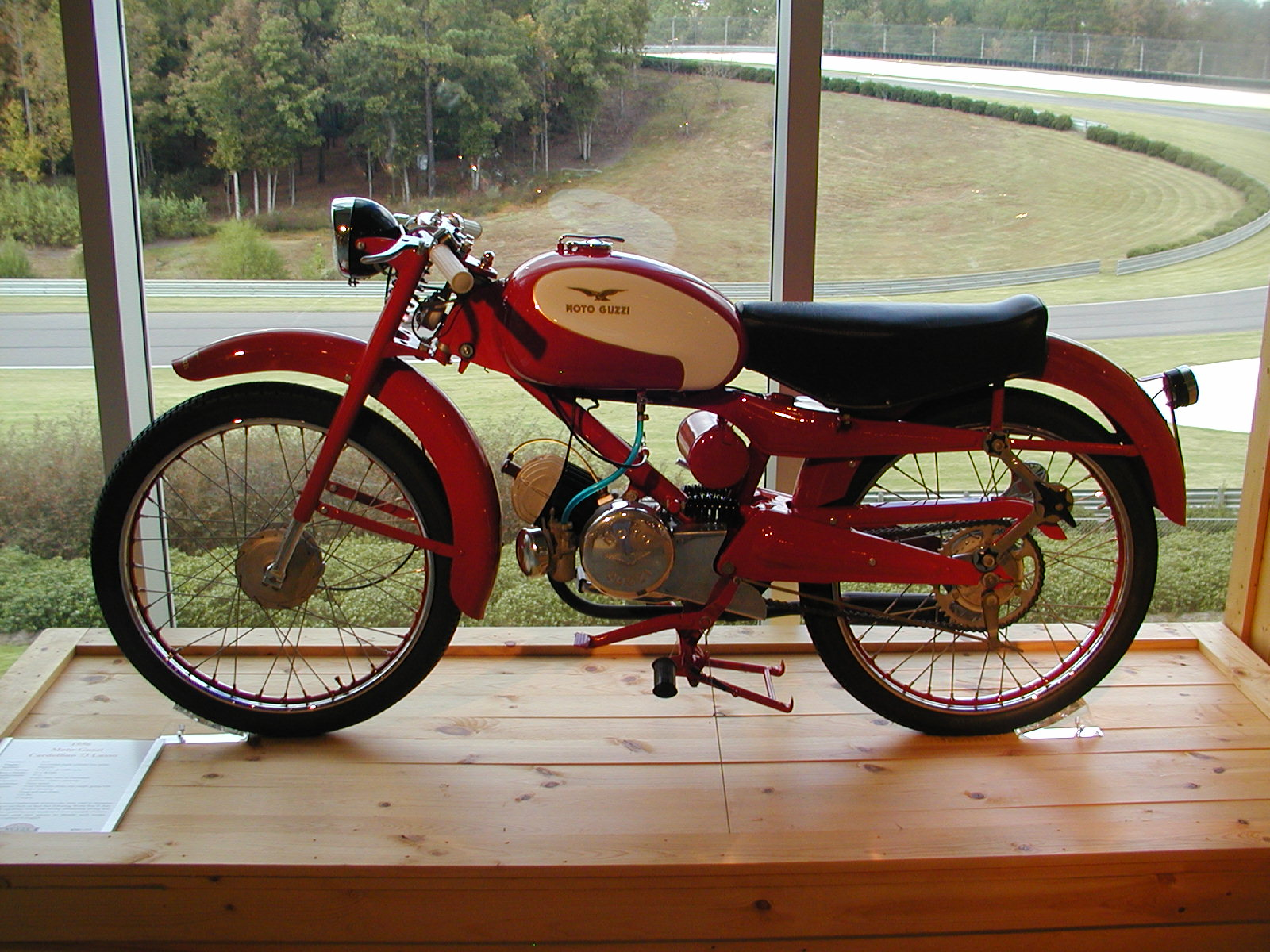
Moto Guzzi Cardellino (1954–1963)

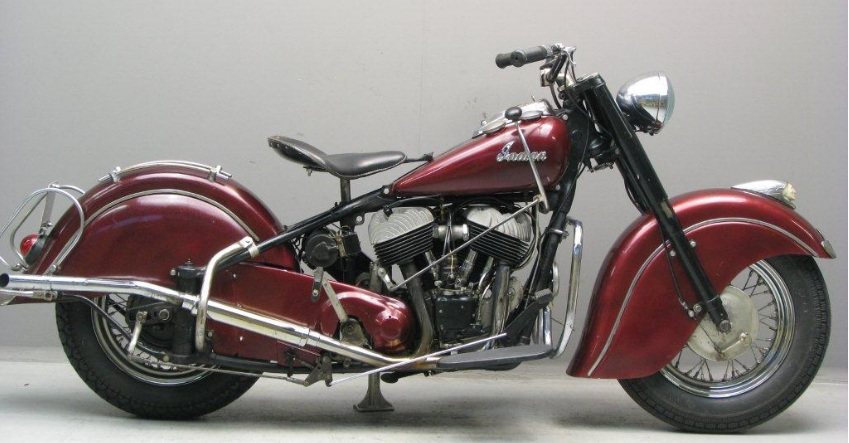
Indian Chief Black Hawk de 1950

Ceci est une liste de motos des années 1950, y compris celles déjà mises en vente à l'époque, nouvelles sur le marché ou pertinentes au cours de cette période.

## Motos
- AJS 18 (1949-1963)[1]
- AJS Model 31
- Ariel Leader
- BMW R 24
- BMW R 25
- BMW R 25/2
- BMW R 25/3
- BMW R 51/2
- BMW R 51/3
- BMW R 67
- BMW R 67/2
- BMW R 67/3
- BMW R 68
- BMW R 50
- BMW R 60
- BMW R 69
- BSA C11
- BSA C12
- BSA C15
- BSA Golden Flash
- BSA Road Rocket
- BSA Super Rocket
- BSA Sunbeam
- Douglas Dragonfly
- Ducati Aurea
- Ducati 125 T
- Ducati 125 TV
- Ducati 65T
- Ducati 65TL
- Ducati 65TS
- Ducati 98
- Harley-Davidson Hummer
- Harley-Davidson KR
- Harley-Davidson K, KK, KH, KHK
- Harley-Davidson Sportster
- Harley-Davidson Servi-Car (1932-1973)[2]
- Harley-Davidson Duo-Glide[3]
- Heinkel Tourist
- Honda Benly JC58
- Honda Juno
- Honda Super Cub
- Indian Chief (jusqu'à 1953)[4]
- James Commodore
- Maicoletta
- Maico Mobil
- Matchless G12
- Matchless G50
- Moto Guzzi Cardellino
- Moto Guzzi V8
- MV Agusta 125 SOHC
- Norton Dominator
- Royal Enfield Fury
- Royal Enfield Super Meteor
- Panther Model 100
- Panther Model 120
- Puch 250 SGS (alias Sears Twingle)
- Tote Gote
- Triumph Bonneville T120
- Triumph Thunderbird (versions '49-'66)
- Triumph Tigress
- Triumph Tiger T110
- Triumph TR5 Trophy
- Triumph TR6 Trophy
- Velocette (divers modèles)
- Vincent Black Knight
- Vincent Black Prince
- Vincent Black Shadow
- Yamaha YA-1
- Zündapp Bella